# بازیارخیل
روستای زیبای بازیارخیل، روستایی است از توابع بخش مرکزی شهرستان میاندورود در استان مازندران ایران. این روستا یکی از زیباترین روستاهای استان مازندران بوده و طبیعتی بکر و دست نخورده به همراه مردمی خونگرم دارد. مسیر این روستا از طریق کیلومتر ۱۲ جاده ساری به نکا و از روستای دارابکلا عبور کرده و پس از حدود ۲۵ کیلومتر طی مسیر در جنگل‌های زیبای هیرکانی و مشاهده زیبایی‌های خدادای به این روستا خواهید رسید. این روستا در کرانه شمالی رودخانه پرآب زارم رود قرار دارد. پیشه مردم این سرزمین بهشتی کشاورزی و دامداری می‌باشد. این روستا مزین و متبرک به دو شهید دفاع مقدس به نام‌های شهید رضوی و شهید داداشی می‌باشد. یکی از نقاط دیدنی و با صفای این روستا بارگاه متبرکه امامزاده یحیی ع روستای بازیارخیل می‌باشد که این بارگاه در سالیان اخیر توسط اهالی این روستا و روستاهای اطراف مورد مرمت و بازسازی قرار گرفت. خانواده‌های طاهری و نوروزی و عباسپور و رنجبر و نوری و محمدی و تقی پور و عمادی و براری و داداشی و فلاح و رضوی و نبوی از خانواده‌های این روستا می‌باشند.

## جمعیت
این روستا در دهستان کوهدشت قرار داشته و براساس آخرین سرشماری مرکز آمار ایران که در سال ۱۳۸۵ صورت گرفته، جمعیت آن ۸۰نفر (۲۴خانوار) بوده‌است.